# سامسو ديتانا
سامسو ديتانا
سامسو ديتانا هو ملك بابل (1562-1531 ق م) تولى الحكم بعد والده امي صادوقا , وهو آخر ملك للسلالة البابلية الأولى , بعد أن اسقط الحيثيون هذه السلالة بقيادة جيش مورسيليس الأول .